# بلن ده اومبریا
بلن ده اومبریا (به اسپانیایی: Belén de Umbría) یک سکونتگاه مسکونی در کلمبیا است که در بخش ریسارالدا واقع شده‌است.